# Zoom8

Segelriss Zoom^{8}

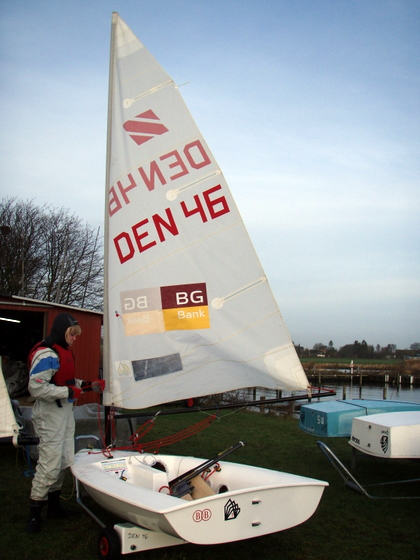
Zoom^{8}

Die Zoom8 ist eine kleine, leichte Jolle für Kinder und Jugendliche. Neben Freizeitzwecken dient das einhand gesegelte Boot vor allem in Skandinavien, Russland, Österreich und Estland der Ausbildung des Seglernachwuchses für den Regattasport.
Zoom8 ist eine von der ISAF anerkannte internationale Einheitsklasse.

## Rumpf, Rigg, Segel
Anfang der 1990er Jahre wurde das Boot von jungen Jollenseglern und dem im Bootsbau erfahrenen Henrik Segercrantz in Finnland entworfen. Rumpf und Deck sind in Sandwichbauweise, die Decklagen aus glasfaserverstärktem Kunststoff (GFK), gefertigt. Der Mast besteht aus GFK mit Carbon-Verstärkungen, der Baum aus schwarz eloxiertem Aluminium. Das Boot ist cat-getakelt, hat also nur ein Segel mit einer Segelfläche von 4,8 m². Als Segeltuch wird gewebtes Dacron-Tuch verwendet. Die maximale Zuladung des segelfertigen Bootes beträgt 150 kg. Es ist selbstlenzend und unsinkbar.

## Regatten und Wettfahrten
An der vom 30. Juli bis 4. August 2007 am Achensee in Tirol ausgetragenen Weltmeisterschaft nahmen 56 Mädchen und 64 Burschen aus 9 Nationen teil. Weltmeister wurden Lena Hess (Österreich) und Thomas Palme (Österreich).
Die Weltmeisterschaft 2008 fand in Tønsberg in Norwegen statt. Lena Hess und Thomas Palme (beide Österreich) konnten ihren Titel verteidigen.
Die Weltmeisterschaft 2009 fand in Träslövsläge in Schweden statt. Die Weltmeisterschaft 2010 fand in Estland statt.
Die Weltmeisterschaft 2015 fand am Wolfgangsee statt. Weltmeisterin wurde die Österreicherin Anna Rupp, Weltmeister wurde der für Österreich startende Deutsche Niclas Lehmann.
Die Weltmeisterschaft 2021 fand in Holte in Dänemark statt. Weltmeister wurde der Österreicher Laurenz Haselberger.